# San Lorenzo de la Parrilla
San Lorenzo de la Parrilla és un municipi de la província de Conca a la comunitat autònoma de Castella la Manxa. Està situat a la zona occidental de la província, a 88 km de Conca i en el centre de la Manxa. En el cens de 2007 tenia 1322 habitants.